# Torneio de Montreux de 1937
O Torneio de Montreux de 1937  foi a 16ª edição do Torneio de Montreux..

## Resultados
|    | Equipe          | Pts | J | V | E | D  | GM | GS | DG |
| -- | --------------- | --- | - | - | - | -- | -- | -- | -- |
| 1º | Alemanha        | 9   | 6 | 4 | 1 | 1  | 14 | 8  | 6  |
| 2º | Itália Juniores | 8   | 6 | 3 | 2 | 1  | 14 | 9  | 5  |
| 3º | França          | 4   | 6 | 0 | 4 | 13 | 16 | -3 |    |
| 4º | Suíça           | 3   | 6 | 1 | 1 | 4  | 8  | 16 | -8 |

|                 | Suíça | França | Itália | Alemanha Nazista |
| --------------- | ----- | ------ | ------ | ---------------- |
| Suíça           |       | 2-4    | 0-3    | 2-0              |
| França          | 2-1   |        | 2-3    | 1-2              |
| Itália Juniores | 1-1   | 5-3    |        | 1-1              |
| Alemanha        | 6-2   | 3-1    | 2-1    |                  |